# Wilczyn
Wilczyn es un pueblo ubicado en la gmina Biała Podlaska, distrito de Biała Podlaska, voivodato de Lublin, Polonia.

## Superficie
Cuenta con una superficie de 3,390 kilómetros cuadrados.

## Demografía
Hasta 2011 la población era de 141 habitantes, con una densidad de población de 41,59 habitantes por kilómetro cuadrado. Estaba conformada por 73 hombres (51,8%) y 68 mujeres (48,2%), según el censo de la Oficina Central de Estadística.